# Biblioteca del Casino de Manresa

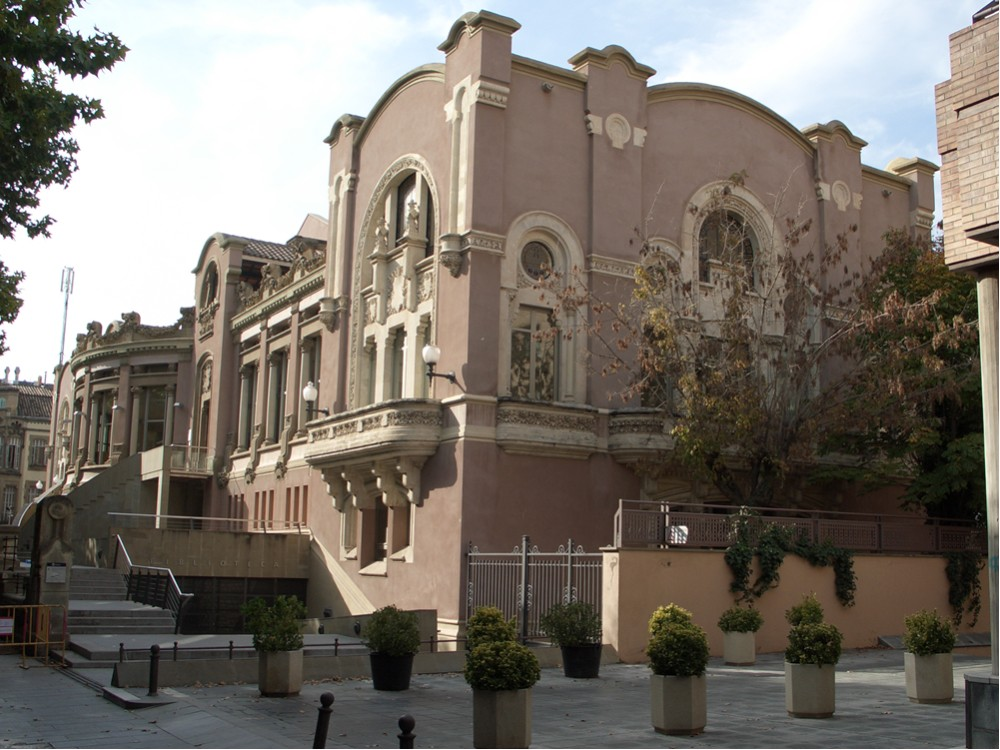
Biblioteca del Casino de Manresa

El Casino de Manresa és una biblioteca comarcal, creada dins d'un edifici modernista, situat en el punt més cèntric del Passeig de Pere III de la ciutat de Manresa, a la província de Barcelona, comarca del Bages (va ser inaugurada en 1999), és obra de l'arquitecte manresà Ignasi Oms i Ponsa.
Va ser durant molts anys seu del centre social de la burgesia de la ciutat, i actualment és la seu de la Biblioteca Comarcal. Ha estat restaurat i rehabilitat recentment. La Biblioteca del Casino és un servei públic municipal que garanteix l'accés a la informació a tots els ciutadans i col·lectius en l'àmbit local i comarcal, gestionat mitjançant un conveni entre l'Ajuntament de Manresa i la Diputació de Barcelona i forma part de la seva Xarxa de Biblioteques Municipals. Va ser inaugurada en 1999 i pren el relleu que deixen la Biblioteca Popular Sarret i Arbós (1929) i la Biblioteca Pública de La Caixa (1932). Aquesta biblioteca disposa d'unes 200 places incloent la Sala d'ordinadors.